# Oberlauda
Oberlauda ist ein Stadtteil von Lauda-Königshofen im baden-württembergischen Main-Tauber-Kreis mit 637 Einwohnern (Stand: August 2022) auf einer Fläche von 6,96 km², der an der Romantischen Straße liegt.

## Geographie

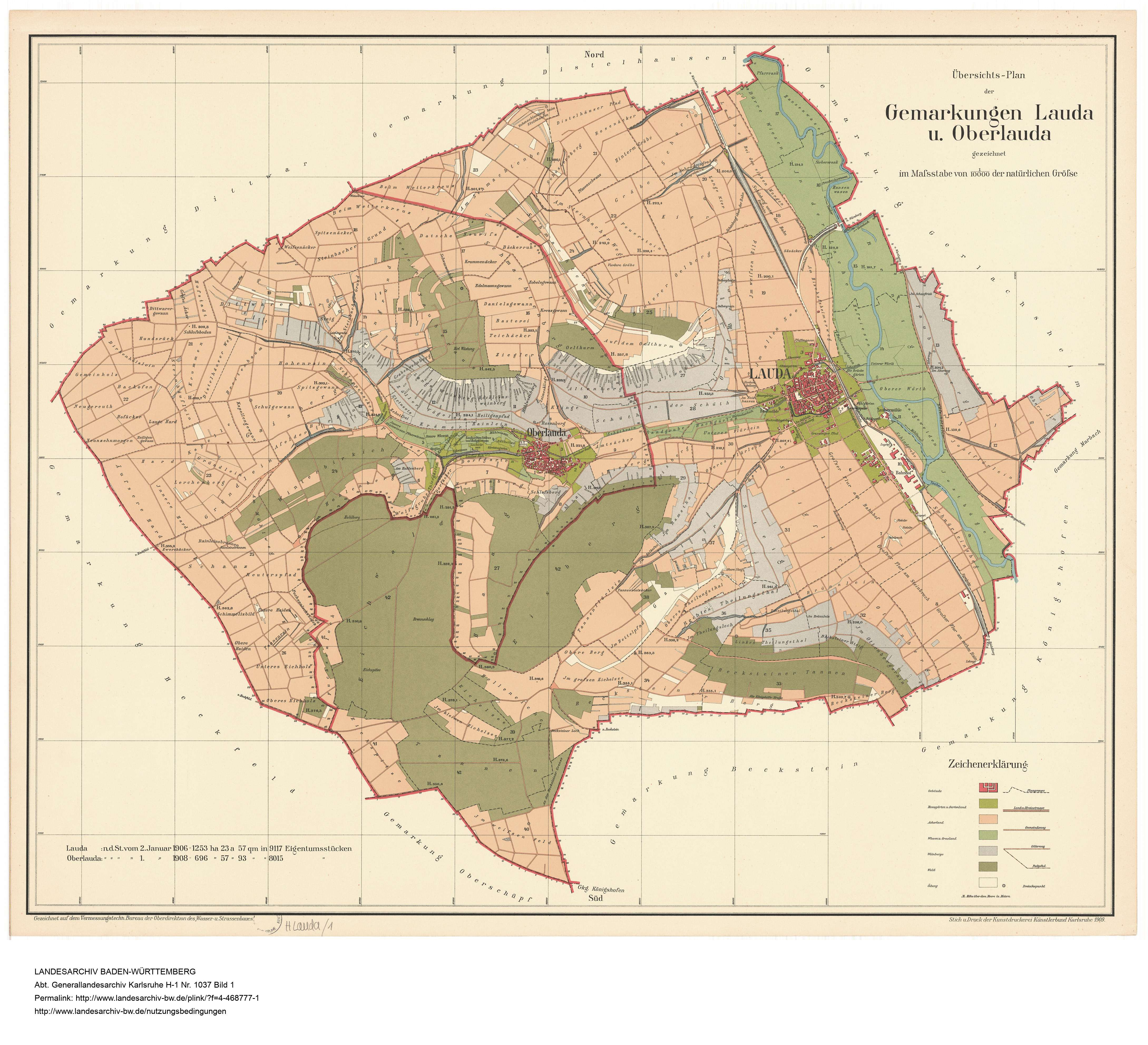
Die Gemarkung von Oberlauda, um 1908, daneben die Gemarkung von Lauda

Auf der Oberlaudaer Gemarkung gibt es ein Wasserschutzgebiet: Wasserschutzgebiet Dittwar/Königheim/Gissigheim/Heckfeld/Oberlauda (WSG-Nr. 128208); 5986,90 ha; seit dem 22. Juli 1994. Es ist damit eines der größten Wasserschutzgebiete im Main-Tauber-Kreis.

## Geschichte
Das Dorf gehörte zum Amt Lauda. Dieses hatte bis 1506 eine Reihe wechselnder Landesherrschaften und war dann Teil des Bistums Würzburg bis zu dessen Säkularisation 1803. Es kam dann zunächst an das Fürstentum Leiningen. Nach Auflösung des Fürstentums 1806 durch die Rheinbundakte wurde es dann dem Großherzogtum Baden zugeschlagen.
Am 1. Januar 1972 wurde Oberlauda in die Stadt Lauda eingegliedert und kam mit dieser am 1. Januar 1975 zu Lauda-Königshofen.

## Wappen

Bannerflagge der Gemeinde Oberlauda

| Gemeindewappen von Oberlauda | Blasonierung: „In Rot drei (2:1) silberne Ringe.“ |
| Gemeindewappen von Oberlauda | Wappenbegründung: Vor 1803 gehörte Oberlauda zur Herrschaft Lauda, von 1803 bis 1806 zum Fürstentum Leiningen und seit 1806 zum Großherzogtum Baden. Oberlauda war seit 1635 mit dem nahe gelegenen Dorf Heckfeld verbunden. Beide hatten einen gemeinsamen Bürgermeister und ein gemeinsames Gericht. Seit 1685 waren Oberlauda und Heckfeld zwei selbstständige Gemeinden. Ein Siegel mit den drei Ringen wurde erstmals am 5. Juli 1744 verwendet. Laut einem Protokoll des Stadtrates von Lauda aus dem Jahr 1777 waren die Ringe nur drei Initialen "O", die die Gemeinde symbolisierten. Sie verwandelten sich 1811 in Ringe, wahrscheinlich durch einen Fehler des Siegelstechers. Das Gemeindewappen wurde am 28. März 1902 verliehen. |

## Kultur und Sehenswürdigkeiten

### Bauwerke und Baudenkmäler

#### Burg Oberlauda
Die Burg Oberlauda war bis zu ihrer Zerstörung im Deutschen Bauernkrieg Sitz des Amtes Lauda. Am Karfreitag des Jahres 1525 setzten aufständische Bauern die große Anlage oberhalb von Oberlauda in Brand.

#### Kreuzweg zur Mariengrotte
Der 14. Stationen umfassende Kreuzweg zur Mariengrotte befindet sich am Ortsrand auf dem Weg zur 1905 errichteten Mariengrotte.

#### Mühlrad

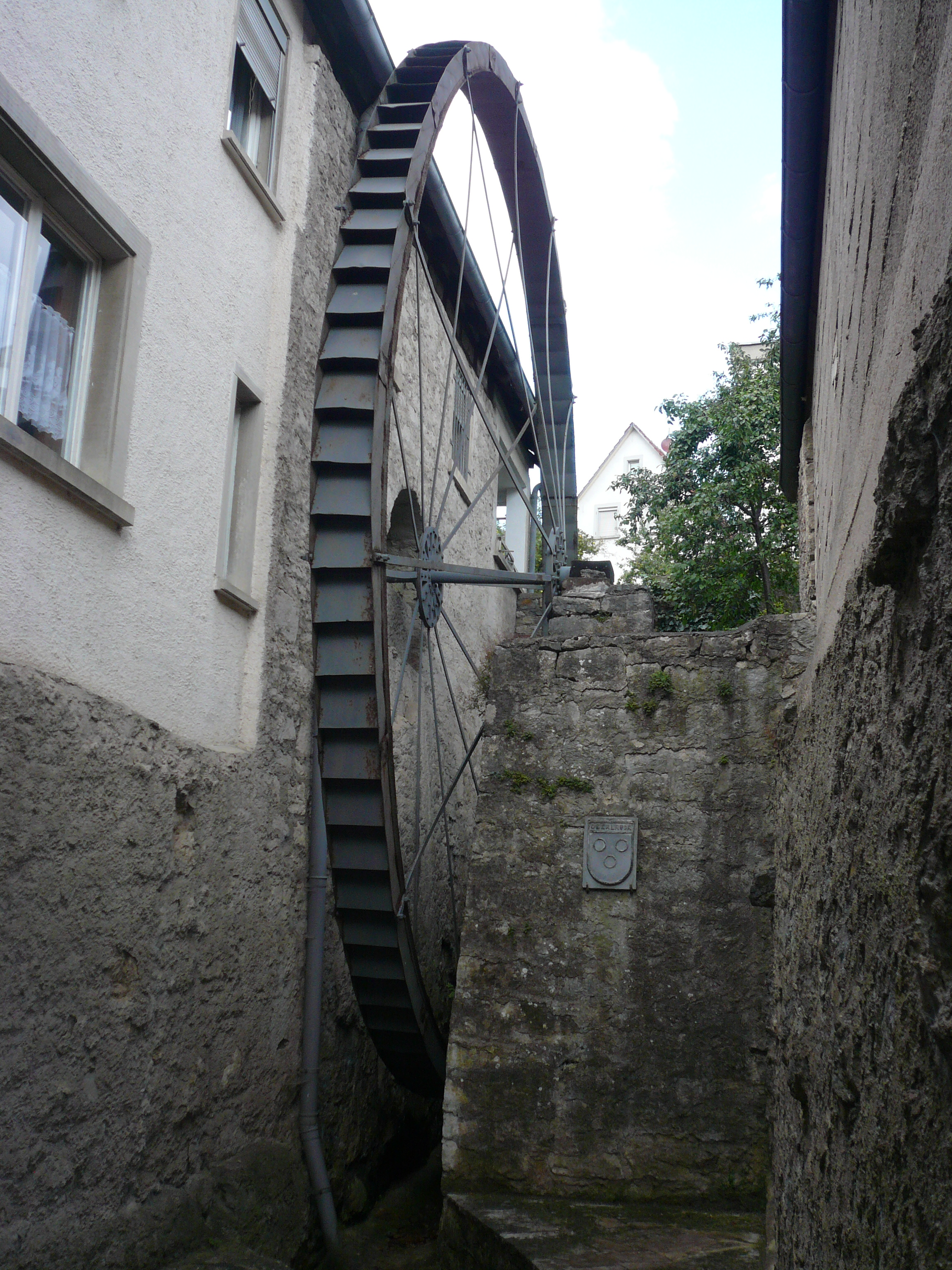
Mühlrad in Oberlauda

In Oberlauda steht das größte oberschlächtige Mühlrad Süddeutschlands mit einem Durchmesser von 8,5 Metern.

#### Wetterkreuz
1714 wurde zum „ewigen Andenken“ an einen großen Gewitterschaden ein „Wetterkreuz“ errichtet, das auf vielen Wanderkarten ausgewiesen ist. Dieses Wetterkreuz bildet den Grenzstein zu den Gemarkungen von fünf Altgemeinden (Distelhausen, Dittigheim, Dittwar, Lauda und Oberlauda), deren Ortswappen darauf abgebildet sind.

## Wirtschaft und Infrastruktur

### Energie

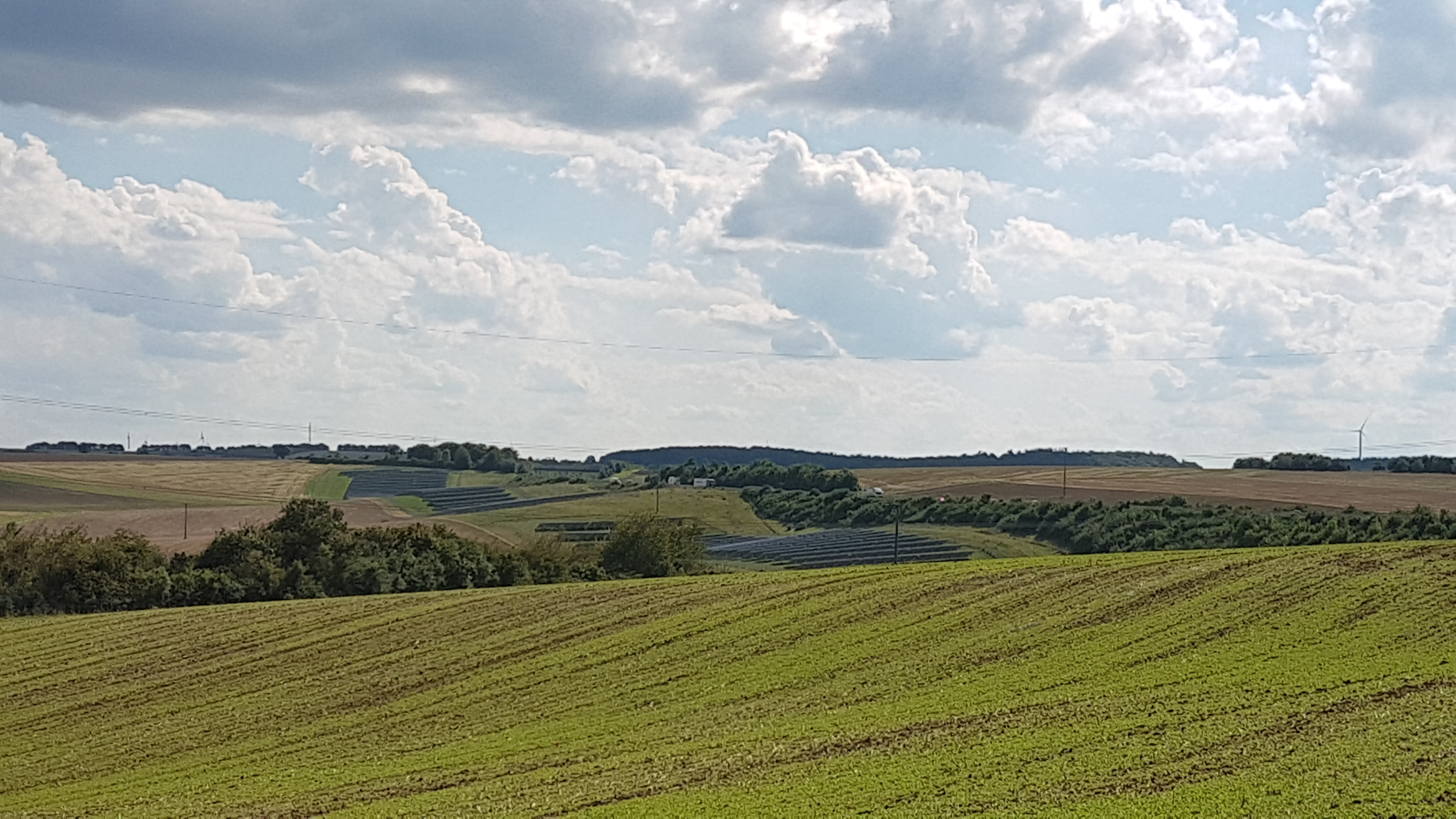
Der Solarpark Oberlauda (2017)

#### Photovoltaik
Im Mai 2013 wurde die Genossenschaft Bürgerenergie Tauberfranken 3 „Solarpark Oberlauda“ gegründet. Mit seinen 9020 Solarmodulen erzielt der „Solarpark Oberlauda“ eine elektrische Leistung von 2.210 kWp.

## Persönlichkeiten
Oberlauda ist Geburtsort des Pfarrers Johann Martin Schleyer, des Schöpfers der Plansprache Volapük.